# Giovanni Alfonso Borelli
Giovanni Alfonso Borelli, italijanski fiziolog, fizik, astronom in matematik, * 28. januar 1608, Castel Nuovo pri Neaplju, Italija, † 31. december 1679, Rim, Italija.

## Življenje in delo
Borrelli je prispeval k sodobemu načelu znanstvenega raziskovanja z nadaljevanjem Galilejevega načina preskušanja domnev proti opazovanju. Bil je glavni predstavnik iatromehanične ali iatrofizikalne medicinske šole, ki se je razvila na temelju predpostavk Santoria.
V svoji knjigi O gibanju živali (De motu animalium) (1680) je poskušal uporabiti zakone mehanike na gibanju živali in delo njihovih notranjih organov. V mikroskopiji je raziskoval sestavine krvi. Mikroskopijo je uporabljal tudi pri raziskovanju gibanja rastlin prek listnih rež. Ukvarjal se je tudi z medicino in geologijo. Bil je pod zaščito kraljice Kristine Švedske, ki ga je varovala pred napadi italijanskih oblasti, s katerimi se je srečeval Galilei.
Med njegovimi deli na področju astronomije je najznamenitejše delo Teorija Medičejskih planetov izpeljana iz fizikalnih vzrokov (Theoricae Mediceorum planetarum ex causis physicis deductae (1666)) v katerem je poskušal opisati gibanje Jupitrovih naravnih satelitov s pomočjo zakonov privlačnosti teles. Verjel je da planeti krožijo zaradi delovanja treh sil. Prva sila deluje na planetovo težnjo h gibanju proti Soncu. Druga sila je odgovorna za poganjanje planetov stran od njihovih tirov zaradi sunkov sončne svetlobe, ki je snovna. Tretja sila pa sili planete navzven s tirov zaradi vrtenja Sonca. Vpliv teh treh sil je podoben koženju kamna, privezanega na niti.
Bil je sin španskega pehotnega vojaka Miguela Alonsa in Laure Porello (Porelli ali Borelli). Odpotoval je v Rim in začel študirati matematiko. Pred letom 1640 je postal profesor matematike v Messini. Srečal je Galileja v Firencah. Čeprav sta bila verjetno prijatelja, Galilei ni podprl njegovega imenovanja za predstojnika matematične stolice na Univerzi v Pisi, ko je sam zapustil to mesto. Borrelli bi to mesto pridobil leta 1656. Tu je prvič srečal zdravnika in anatoma Malpighija.
Borrelli in Malpighi sta bila ustanovna člana kratkožive Accademie del Cimento, italijanske znanstvene akademije, ustanovljene leta 1657. V tem času je Borrelli na podlagi Malpighijevih raziskav začel preučevali gibanje živali, oziroma biomehaniko. Za to področje se je zanimal praktično ves preostanek življenja in si tudi prislužil naziv očeta biomehanike. Akademija je kmalu po njegovem odhovu prenehala delovati.
Viviani in Borelli sta leta 1660 izvedla poskus, s pomočjo katerega sta določala hitrost zvoka. Poskus sta izvedla tako, da sta izmerila čas med bliskom ob izstrelitvi oddaljene topovske krogle in slišano eksplozijo. Izračunala sta 350 metrov na sekundo, kar je bilo bistveno bolje, kot dotedanja vrednost 478 m, ki jo je določil Gassendi. Danes znana vrednost znaša 331,29 m/s pri konstantni temperaturi 0 °C.
Borrelli se je vrnil v Messino leta 1668, vendar je moral kmalu v izgnanstvo zaradi, saj je bil na sumu za udeležbo v političnih zarot. Prvič se je srečal z nekdanjo kraljico Kristino, ki je bila tudi v izgnanstvu v Rimu, ker se je spreobrnila v katolicizem. Borrelli je do konca življenja živel v revščini in poučeval matematiko v samostanski šoli, kjer so mu dovolili živeti. Nikoli ni doživel izdaje svojega glavnega dela O gibanju živali, saj je izšla leto dni po njegovi smrti s pomočjo Kristine in njegovih 
dobrotnikov v samostanu.
Napisal je tudi dela:
- Della cagioni delle febbri maligni (Pisa, 1658),
- Euclides restitutus, sive prisca geometriae elementa, brevius, & facilius contexta (Pisa, 1658),
- Apollonii Pergaei Conicorum libri v., vi. et vii (Firence, 1661),
- De Renum usu Judicium (Strasbourg, 1664),
- Theoricae Mediceorum planetarum ex causis physicis deductae (Firence, 1666),
- De Vi Percussionis, et Motionibus Naturalibus a Gravitate Pendentibus (Bologna, 1667),
- Meteorologia Aetnea (Reggio, 1669),
- De motionibus naturalibus a gravitate pendentibus (Bologna, 1670).

1. 1 2 3  MacTutor History of Mathematics archive — 1994.
2. 1 2  data.bnf.fr: platforma za odprte podatke — 2011.
3. 1 2  Борелли Джованни Альфонсо // Большая советская энциклопедия: [в 30 т.] — 3-е изд. — Moskva: Советская энциклопедия, 1969.